# Рансбах
Рансбах (нем. Ransbach) — река в Германии, протекает по Нижней Франконии (земля Бавария). Речной индекс 24446. Длина реки — 13,55 км. Площадь водосборного бассейна — 30,35 км². Высота истока 365 м. Высота устья 254 м.